# عضلة مقربة لإبهام اليد
العضلة المقربة لإبهام اليد (بالإنجليزية: Adductor pollicis muscle)‏ هي، في علم تشريح الإنسان، أحد عضلات الطرف العلوي. 